# Materiały magnetycznie twarde
Materiały magnetycznie twarde – grupa materiałów wykazujących własności ferromagnetyczne, dla których wartość natężenia koercji HC jest powyżej 10 kA/m (typowo powyżej 100 kA/m, do 24 MA/m). Materiały magnetycznie twarde nazywane są również magnesami trwałymi.

## Własności magnetyczne

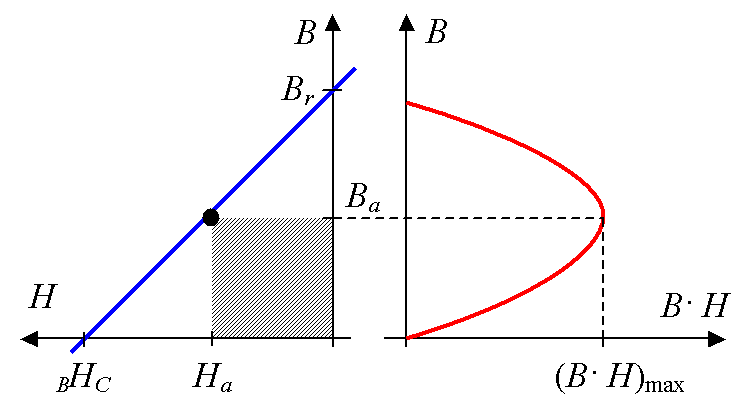
Energia magnetyczna magnesu (czerwona krzywa), obliczona jako iloczyn indukcji magnetycznej B i natężenia pola magnetycznego H dla krzywej odmagnesowania (niebieska krzywa) przechodzącej przez punkty remanencji B_{r} i koercji _{B}H_{C}. Punkty B_{a} i H_{a} wyznaczają optymalny punkt pracy magnesu dla którego energia magnetyczna przyjmuje maksimum

Pętla histerezy materiału magnetycznie twardego jest stosunkowo "szeroka" z uwagi na duże wartości HC.
Pożądanymi parametrami materiału magnetycznie twardego są:
- duża wartość remanencji (indukcji szczątkowej), pozwalająca uzyskać siły mechanicznej (proporcjonalnej do kwadratu indukcji)
- duże natężenie koercji, pozwalające na uzyskanie jak największej energii magnetycznej
- odpowiednie własności mechaniczne (w zależności od zastosowania)
- odporność na korozję

## Zastosowanie
Magnetyki twarde stosuje się wszędzie tam, gdzie wymagane jest silne stałe pole lub indukcja magnetyczna. Do najprostszych zastosowań należą wykorzystania siły mechanicznego przyciągania ozdobnych magnesów na chłodziarkach lub zapięć w damskich torebkach.
Wykorzystuje się je również w silnikach lub generatorach synchronicznych (szczególnie w elektrowniach wiatrowych) oraz w siłownikach elektromagnetycznych lub czujnikach.

## Przykłady materiałów
Jest kilka grup magnetyków twardych:
- stopy metali ferromagnetycznych, np. Alnico zawierające Fe, Co, Ni, Al, Cu
- twarde ferryty, o składzie MOFe12O, gdzie MO jest zwykle tlenkiem baru lub strontu
- magnesy na bazie metali ziem rzadkich, przykładowe składy chemiczne to: Nd2Fe14B, SmCo5.